# Deutsche Leichtathletik-Meisterschaften 1987
Die 87. Deutschen Leichtathletik-Meisterschaften fanden vom 10. bis 12. Juli 1987 im Gelsenkirchener Parkstadion statt.

## Wettbewerbsprogramm
Im Wettbewerbsprogramm waren zwei Änderungen zu verzeichnen:
- Im Frauen-Straßengehen wurde die Streckenlänge von bisher fünf auf zehn km verdoppelt, die 5000-m-Strecke kam später noch einmal als zusätzlicher Bahnwettbewerb ins Meisterschaftsprogramm.
- Erstmals wurden – im Rahmen der ausgelagerten Wettbewerbe – Meisterinnen und Meister im 100-km-Straßenlauf ermittelt.

## Ausgelagerte Disziplinen
Wie in den Jahren zuvor wurden weitere Meisterschaftstitel an verschiedenen anderen Orten vergeben, in der folgenden Auflistung in chronologischer Reihenfolge benannt.
- Crossläufe – Bad Harzburg, 28. Februar mit Einzel-/Mannschaftswertungen für Frauen und Männer auf jeweils zwei Streckenlängen (Mittel-/Langstrecke)
- 25-km-Straßenlauf – Insel Reichenau, 25. April mit Einzel-/Mannschaftswertungen für Frauen und Männer
- Mehrkämpfe (Frauen: Siebenkampf)/(Männer: Zehnkampf) – Ulm, 12./13. Juni mit Einzel- und Mannschaftswertungen
- Langstaffeln, Frauen: 3 × 800 m / Männer: 4 × 800 m und 4 × 1500 m – Sindelfingen, 25. Juli im Rahmen der Deutschen Jugendmeisterschaften
- Marathonlauf – im Rahmen des Rhein-Ruhr-Marathons in Duisburg, 26. September mit Einzel-/Mannschaftswertungen für Frauen und Männer[2]
- 10-km-Gehen (Frauen)/50-km-Gehen (Männer) – Bremen, 11. Oktober mit jeweils Einzel- und Mannschaftswertungen
- Berglauf – Isny im Allgäu, 11. Oktober im Rahmen des Schwarzen-Grat-Berglaufs mit Einzelwertungen für Männer und Frauen
- 100-km-Straßenlauf – Rodenbach bei Hanau, 31. Oktober mit Einzel-/Mannschaftswertungen für Frauen und Männer[3]

## Rekorde
Es wurden ein gesamtdeutscher Rekord (DR) sowie zwei bundesdeutsche Rekorde (BR) – davon einer als Rekord für Vereinsstaffeln (BRV) – erzielt:
- Gesamtdeutscher Rekord:
  - Speerwurf (mit dem ab 1986 neuen Gerät): 86,64 m – Klaus Tafelmeier (LG Bayer Leverkusen)[4]
- Bundesdeutsche Rekorde:
  - 100-Meter-Hürdenlauf: 12,80 s – Claudia Zaczkiewicz (MTG Mannheim) bei einem Gegenwind von 0,2 m/s
  - 4-mal-400-Meter-Staffel: 3:32,27 min – SC Eintracht Hamm (Silke-Beate Knoll, Gaby Bußmann, Helga Arendt, Gisela Kinzel)

Einen faden Beigeschmack erhielt der Staffelrekord allerdings durch einen etwa drei Jahre später folgenden Bericht in der Zeitschrift Der Spiegel zu den – nicht geahndeten – Dopingpraktiken des SC Eintracht Hamm, deren Zeitraum sich auch auf das Meisterschaftsjahr 1987 erstreckte.

## Medaillengewinner Männer
Die folgende Übersicht fasst die Medaillengewinner und -gewinnerinnen zusammen. Eine ausführlichere Übersicht mit den jeweils ersten acht in den einzelnen Disziplinen findet sich unter dem Link Deutsche Leichtathletik-Meisterschaften 1987/Resultate.
| Disziplin                                   | Gold                                                                           | Leistung       | Silber                                                                     | Leistung       | Bronze                                                                   | Leistung       |
| ------------------------------------------- | ------------------------------------------------------------------------------ | -------------- | -------------------------------------------------------------------------- | -------------- | ------------------------------------------------------------------------ | -------------- |
| 100 m (Wind: +1,0)                          | Christian Haas (LAC Quelle Fürth)                                              | 10,24 s00      | Peter Klein (SV Salamander Kornwestheim)                                   | 10,39 s00      | Fritz Heer (TV Wattenscheid 01)                                          | 10,41 s00      |
| 200 m (Wind: +2,1)                          | Christian Haas (LAC Quelle Fürth)                                              | 20,58 s00      | Peter Klein (SV Salamander Kornwestheim)                                   | 20,61 s00      | Volker Westhagemann (TV Wattenscheid 01)                                 | 20,67 s00      |
| 400 m                                       | Mark Henrich (VfL Kamen)                                                       | 46,30 s00      | Jörg Vaihinger (VfL Sindelfingen)                                          | 46,57 s00      | Klaus Just (SV Salamander Kömwestheim)                                   | 46,79 s00      |
| 800 m                                       | Peter Braun (LG Tuttlingen/Fridingen)                                          | 1:48,41 min    | Hans-Peter Ferner (MTV Ingolstadt)                                         | 1:48,73 min    | Axel Harries (LC Olympiapark München)                                    | 1:49,10 min    |
| 1500 m                                      | Dieter Baumann (VfL Waiblingen)                                                | 3:38,87 min    | Uwe Becker (VfL Wolfsburg)                                                 | 3:39,56 min    | Klaus-Peter Nabein (LAC Quelle Fürth)                                    | 3:40,52 min    |
| 5000 m                                      | Thomas Wessinghage (ASV Köln)                                                  | 14:09,16 min   | Herbert Stephan (TuS Rot-Weiß Koblenz)                                     | 14:10,44 min   | Robert Schneider (TSV Crailsheim)                                        | 14:12,18 min   |
| 10.000 m                                    | Herbert Steffny (Post-SV Jahn Freiburg)                                        | 28:53,62 min   | Kurt Stenzel (ASC Darmstadt)                                               | 28:53,76 min   | Dirk Sander (LG Lage-Detmold)                                            | 28:55,90 min   |
| 25-km-Straßenlauf                           | Dirk Sander (LG Lage-Detmold)                                                  | 1:18:05 h0000  | Hans-Jürgen Orthmann (VfL Wehbach)                                         | 1:18:47 h0000  | Eberhard Weyel (LC Mengerskirchen)                                       | 1:18:58 h0000  |
| 25-km-Straßenlauf, Mannschaftswertung       | LG FrankfurtJoachim Heim Wolfgang Münzel Dirk Bischoff                         | 4:05:26 h0000  | LG Andernach-NeuwiedEdmund Kaul Werner Zimmermann Winfried Sattler         | 4:09:38 h0000  | SV TungendorfSzymaniak Ohlshausen Ott                                    | 4:13:24 h0000  |
| Marathon                                    | Guido Dold (Post-SV Jahn Freiburg)                                             | 2:17:52 h0000  | Stefan Paul (VfL Sindelfingen)                                             | 2:18:54 h0000  | Joachim Heim (LG Frankfurt)                                              | 2:19:07 h0000  |
| Marathon, Mannschaftswertung                | LG FrankfurtJoachim Heim Hans Pfisterer Dirk Bischoff                          | 7:05:40 h0000  | LTF MarpingenVolker Becker Dieter Burkhardt Jörg Ruhe                      | 7:16:18 h0000  | Post SV Jahn FreiburgGuido Dold Karl Proba Peter Jenniches               | 7:19:20 h0000  |
| 100-km-Straßenlauf                          | Werner Dörrenbächer (SV Saar 05 Saarbrücken)                                   | 6:34:45 h0000  | Heinz Hüglin (LV Ettenheim)                                                | 6:38:52 h0000  | Manfred Träger (Triathlon Hub/Nürnberg)                                  | 6:42:00 h0000  |
| 100-km-Straßenlauf, Mannschaftswertung      | Triathlon Hub NürnbergManfred Träger Jochen Lux Hartmut Häber                  | 20:39:35 h0000 | SSC Hanau-RodenbachWolfgang Schwerk Silvio Rogala Harry A. Arndt           | 21:56:35 h0000 | SCC BerlinHans-Jürgen Seydler Ferruccio-Timo Zilli Michael Knoblauch     | 22:11:25 h0000 |
| 110 m Hürden (Wind: +1,6)                   | Florian Schwarthoff (LG Erlangen)                                              | 13,79 s00      | Michael Radzey (MTG Mannheim)                                              | 13,90 s00      | Stefan Mattern (LG Kreis Verden)                                         | 13,98 s00      |
| 400 m Hürden                                | Harald Schmid (TV Gelnhausen)                                                  | 49,26 s00      | Martin Bürkle (VfL Sindelfingen)                                           | 50,10 s00      | Edgar Itt (TV Gelnhausen)                                                | 50,30 s00      |
| 3000 m Hindernis                            | Patriz Ilg (LAC Quelle Fürth)                                                  | 8:27,72 min    | Jens Volkmann (SCC Berlin)                                                 | 8:29,20 min    | Michael Heist (ASC Darmstadt)                                            | 8:31,98 min    |
| 4 × 100 m Staffel                           | TV Wattenscheid 01Werner Bastians Werner Zaske Fritz Heer Norbert Dobeleit     | 39,20 s00      | SV Salamander KornwestheimKlaus Just Jürgen Evers Peter Klein Frank Rzepka | 39,55 s00      | VfL WolfsburgBernd Rebischke Stefan Meyer Markus Stärk Erwin Skamrahl    | 40,48 s00      |
| 4 × 400 m Staffel                           | VfL SindelfingenGert Benz Martin Bürkle Thomas Bürkle Jörg Vaihinger           | 3:08,05 min    | LG Bayer LeverkusenCarsten Fischer Thomas Geuyen Olaf Maack Ralf Lübke     | 3:08,25 min    | Eintracht FrankfurtBodo Kuhn Scheuring Lothar Krieg Uwe Schmitt          | 3:09,25 min    |
| 4 × 800 m Staffel                           | MTV IngolstadtLothar Schirmel Franz-Josef Modlmair Hans Lang Hans-Peter Ferner | 7:15:59 min    | LG Nord BerlinDaniel Johnsen Helge Loska Bernd Müller Holger Böttcher      | 7:15,79 min    | ASV KölnHeymann Blieschies Dirk Cordier Alexander Adam                   | 7:17,39 min    |
| 4 × 1500 m Staffel                          | VfL WolfsburgJens Becker Wolfgang Schreiber Eckhardt Rüter Uwe Becker          | 15:08,64 min   | TV Wattenscheid 01Harald Andrä Volker Welzel Uwe Mönkemeyer Steffen Brand  | 15:12,07 min   | ASC DarmstadtRalf Eckert Kurt Stenzel Michael Heist Daniel Gottschall    | 15:17,44 min   |
| 20-km-Gehen                                 | Volkmar Scholz (Berliner SV 1892)                                              | 1:28:23 h0000  | Uwe Jakob (Eintracht Frankfurt)                                            | 1:29:23 h0000  | Siegmar Neuner (LAC Quelle Fürth)                                        | 1:29:45 h0000  |
| 20-km-Gehen, Mannschaftswertung             | LAC Quelle FürthSiegmar Neuner Horst-Joachim Matern Robert Mildenberger        | 4:35:25 h0000  | Berliner SV 1892Volkmar Scholz Matthias Hütler Michael Jerusel             | 4:45:49 h0000  | Eintracht FrankfurtUwe Jakob Hans Michalski Peter Eisfeller              | 4:47:23 h0000  |
| 50-km-Gehen                                 | Alfons Schwarz (LAC Quelle Fürth)                                              | 4:05:12 h0000  | Volkmar Scholz (Berliner SV 1892)                                          | 4:08:14 h0000  | Robert Mildenberger (LAC Quelle Fürth)                                   | 4:12:26 h0000  |
| 50-km-Gehen, Mannschaftswertung             | LAC Quelle FürthAlfons Schwarz Robert Mildenberger Horst-Joachim Matern        | 13:17:40 h0000 | Berliner SV 1892Volkmar Scholz Matthias Hütler Reiner Offel                | 13:19:25 h0000 | LG Boppard / Bad SalzigMichael Tryankowski Gerd Birnstock R. Tryankowski | 14:29:49 h0000 |
| Hochsprung                                  | Dietmar Mögenburg (OSC Berlin)                                                 | 2,31 m         | Carlo Thränhardt (LG Bayer Leverkusen)                                     | 2,27 m         | Gerd Nagel (Eintracht Frankfurt)                                         | 2,25 m         |
| Stabhochsprung                              | Władysław Kozakiewicz (TK Hannover)                                            | 5,50 m000      | Bernhard Zintl (LG München)                                                | 5,40 m         | Helmar Schmidt (LG München)                                              | 5,30 m         |
| Weitsprung                                  | Dietmar Haaf (SV Salamander Kornwestheim)                                      | 7,96 m000      | Heiko Reski (LG Bayer Leverkusen)                                          | 7,92 m         | Hartmut Eifler (LG Frankfurt)                                            | 7,68 m         |
| Dreisprung                                  | Peter Bouschen (DJK Agon 08 Düsseldorf)                                        | 16,81 m000     | Ralf Jaros (DJK Agon 08 Düsseldorf)                                        | 16,51 m        | Wolfgang Knabe (TV Wattenscheid 01)                                      | 16,47 m        |
| Kugelstoßen                                 | Karsten Stolz (TV Wattenscheid 01)                                             | 19,96 m000     | Udo Gelhausen (LG Bayer Leverkusen)                                        | 19,18 m        | Kalman Konya (SV Salamander Kornwestheim)                                | 18,80 m        |
| Diskuswurf                                  | Alois Hannecker (MTV Ingolstadt)                                               | 63,80 m000     | Werner Hartmann (TV Wattenscheid 01)                                       | 62,56 m        | Rolf Danneberg (LG Wedel-Pinneberg)                                      | 61,56 m        |
| Hammerwurf                                  | Jörg Schaefer (TV Wattenscheid 01)                                             | 79,84 m000     | Klaus Ploghaus (LG Bayer Leverkusen)                                       | 76,42 m        | Heinz Weis (LG Bayer Leverkusen)                                         | 76,30 m        |
| Speerwurf                                   | Klaus Tafelmeier (LG Bayer Leverkusen)                                         | 86,64 m DR     | Andreas Linden (TuS Rot-Weiß Koblenz)                                      | 79,40 m        | Stefan König (TV Wattenscheid 01)                                        | 76,98 m        |
| Zehnkampf                                   | Michael Neugebauer (MTV Ingolstadt)                                            | 8060 P         | Karl-Heinz Fichtner (LC Olympiapark München)                               | 7811 P         | Stephan Kallenberg (Eintracht Frankfurt)                                 | 7698 P         |
| Zehnkampf, Mannschaftswertung               | LC PaderbornRolf Müller Michael Huth Dirk Elfert                               | 22.018 P       | LC Olympiapark MünchenKarl-Heinz Fichtner Bruno Chirco Sieg                | 21.789 P       | LG Bayer LeverkusenHans-Joachim Häberle Hennig Frank Osenberg            | 21.501 P       |
| Crosslauf Mittelstrecke – 4,1 km            | Daniel Gottschall (ASC Darmstadt)                                              | 12:45 min00    | Volker Welzel (TV Wattenscheid 01)                                         | 12:46 min00    | Rüdiger Grunwald (Stuttgarter Kickers)                                   | 12:48 min00    |
| Crosslauf Mittelstrecke, Mannschaftswertung | LG FrankfurtMiroslaw Kuziola Jürgen Dächert Ulrich Keil                        | Pl.-Ziff. 20   | ASC DarmstadtDaniel Gottschall Michael Heist Robert Freimark               | Pl.-Ziff. 30   | Stuttgarter KickersRüdiger Grunwald Jürgen Herzog Kai Röcker             | Pl.-Ziff. 31   |
| Crosslauf Langstrecke – 11,7 km             | Konrad Dobler (VfL Waldkraiburg)                                               | 37:33 min00    | Ralf Salzmann (PSV Grün-Weiß Kassel)                                       | 37:52 min00    | Michael Scheytt (SKV Eglosheim)                                          | 37:55 min00    |
| Crosslauf Langstrecke, Mannschaftswertung   | VfL Waldkraiburg IKonrad Dobler Engelbert Franz Gerhard Krippner               | Pl.-Ziff. 17   | PSV Grün-Weiß KasselRalf Salzmann Reiner Gutschank Klaholz                 | Pl.-Ziff. 44   | VfL Waldkraiburg IIGünter Zahn Stefan Pichler Uwe Hartmann               | Pl.-Ziff. 59   |
| Berglauf, Schwarzer-Grat-Berglauf – 6,3 km  | Michael Scheytt (SKV Eglosheim)                                                | 38:44 min00    | Charly Doll (LG Hohenfels)                                                 | 39:25 min00    | Wolfgang Münzel (LG Frankfurt)                                           | 39:31 min00    |

## Medaillengewinnerinnen Frauen
| Disziplin                                   | Gold                                                                                     | Leistung           | Silber                                                                             | Leistung       | Bronze                                                                             | Leistung                   |
| ------------------------------------------- | ---------------------------------------------------------------------------------------- | ------------------ | ---------------------------------------------------------------------------------- | -------------- | ---------------------------------------------------------------------------------- | -------------------------- |
| 100 m (Wind: +0,6)                          | Ulrike Sarvari (VfL Sindelfingen)                                                        | 11,29 s000000      | Silke-Beate Knoll (SC Eintracht Hamm)                                              | 11,56 s00      | Resi März geb. Fischer (MTV Ingolstadt)                                            | 11,58 s00                  |
| 200 m (Wind: +1,0)                          | Ulrike Sarvari (VfL Sindelfingen) Ute Thimm geb. Finger (TV Wattenscheid 01)             | 22,91 s000000      |                                                                                    |                | Silke-Beate Knoll (SC Eintracht Hamm)                                              | 23,11 s00                  |
| 400 m                                       | Ute Thimm geb. Finger (TV Wattenscheid 01)                                               | 51,57 s000000      | Gisela Kinzel geb. Gottwald (SC Eintracht Hamm)                                    | 51,71 s00      | Karin Lix (TV Gelnhausen)                                                          | 52,24 s00                  |
| 800 m                                       | Margrit Klinger (TV Obersuhl)                                                            | 2:01,51 min0000    | Sabine Zwiener (SV Neckarsulm)                                                     | 2:02,19 min    | Gabriela Lesch (TSV Kirchhain)                                                     | 2:03,54 min                |
| 1500 m                                      | Brigitte Kraus (ASV Köln)                                                                | 4:10,59 min0000    | Ute Haak (LAC Quelle Fürth)                                                        | 4:19,98 min    | Heidrun Vetter (TSV Genkingen)                                                     | 4:20,60 min                |
| 3000 m                                      | Brigitte Kraus (ASV Köln)                                                                | 9:04,10 min0000    | Sabine Kunkel (VfL Wolfsburg)                                                      | 9:08,10 min    | Claudia Borgschulze (SC Eintracht Hamm)                                            | 9:09,09 min                |
| 10.000 m                                    | Kerstin Preßler (Neuköllner Sportfreunde)                                                | 32:52,43 min0000   | Monika Schäfer (LAC Quelle Fürth)                                                  | 33:14,11 min   | Sabine Knetsch (LG Bayer Leverkusen)                                               | 33:20,52 min               |
| 25-km-Straßenlauf                           | Christina Mai (LAV co op Dortmund)                                                       | 1:32:16 h00000000  | Beate Waeber (LG Regensburg)                                                       | 1:32:57 h0000  | Gabriela Wolf (LAV co op Dortmund)                                                 | 1:34:12 h0000              |
| 25-km-Straßenlauf, Mannschaftswertung       | LAV co op DortmundChristina Mai Gabriela Wolf Bernadette Hudy                            | 4:45:17 h00000000  | SKV EglosheimElvira Hofmann Veronika Manz Sabine Kauf                              | 4:56:53 h0000  | ESV MünsterGabriele Wehr Alexandra Imkamp J. Dierkes                               | 5:07:35 h0000              |
| Marathon                                    | Monika Lövenich geb. Greschner (LC DJK Vettweiß)                                         | 2:38:26 h00000000  | Dagmar Knudsen (LAV Husum)                                                         | 2:42:03h0000   | Petra Niklas (VfL Wolfsburg)                                                       | 2:42:32 h0000              |
| Marathon, Mannschaftswertung                | SKV EglosheimInge Röhrnbacher Monika Bösing Erika Hofmann                                | 8:25:48 h00000000  | SG UlmHanni Zehendner Edith Maichel Sophie Bergmüller                              | 9:05:02 h0000  | SG UlmHanni Zehendner Edith Maichel Sophie Bergmüller                              | 9:16:40 h0000              |
| 100-km-Straßenlauf                          | Hanni Zehendner (SG Ulm)                                                                 | 8:13:22 h00000000  | Evelyne Bucher (TSG Akus Weinheim)                                                 | 8:16:40 h0000  | Sigrid Lomsky (SCC Berlin)                                                         | 8:25:58 h0000              |
| 100-km-Straßenlauf, Mannschaftswertung      | SCC BerlinSigrid Lomsky Christel Heine Sabine Knoblauch                                  | 27:56:58 h00000000 | IFL GelsenkirchenSilvia Bechmann Hedwig Hanke Renate Nierkens                      | 31:10:26 h0000 | nur 2 Teams in der Wertung                                                         | nur 2 Teams in der Wertung |
| 100 m Hürden (Wind: −0,2)                   | Claudia Zaczkiewicz geb. Reidick (MTG Mannheim)                                          | 12,80 s BR000      | Ulrike Denk (LG Bayer Leverkusen)                                                  | 13,07 s00      | Heike Neugebauer (MTV Ingolstadt)                                                  | 13,36 s00                  |
| 400 m Hürden                                | Gudrun Abt (TSV Genkingen)                                                               | 58,05 s00000000    | Beate Holzapfel (LG Bayer Leverkusen)                                              | 58,48 s00      | Silvia Rieger (TuS Eintracht Hinte)                                                | 58,57 s00                  |
| 4 × 100 m Staffel                           | VfL SindelfingenBirgit Wolf Ulrike Sarvari Andrea Thomas geb. Bersch Heidi-Elke Gaugel   | 44,81 s00000000    | LAV Bayer Uerdingen/DormagenSteffen Ina Cordes Corinna Watschke Britta Knickenberg | 45,99 s00      | LAC Quelle FürthGudrun Lattner Ulrike Sommer Anne Hager Angelika Kuhmann           | 46,14 s00                  |
| 4 × 400 m Staffel                           | SC Eintracht HammSilke-Beate Knoll Gaby Bußmann Helga Arendt Gisela Kinzel geb. Gottwald | 3:32,27 min BRV    | LG Bayer LeverkusenSabine Drücke Beate Holzapfel Christina Sussiek Linda Kisabaka  | 3:40,60 min    | LAV Bayer Uerdingen/DormagenElke Windolph Corinna Watschke Karin Wiesel Ina Cordes | 3:42,43 min                |
| 3 × 800 m Staffel                           | SC Eintracht HammGaby Bußmann Birgit Klöpfel Claudia Borgschulze                         | 6:14,02 min000     | LG Nord BerlinMann Claudia Beulke Cornelia Bahls                                   | 6:28,66 min    | LC Olympiapark MünchenElke Schelmbauer Birgit Wiedenmann Rita Marquardt            | 6:29,38 min                |
| 10 km Gehen                                 | Catrin Rudolph (Eintracht Frankfurt)                                                     | 48:50 min00000     | Brigitte Buck (LG Mainburg-Niederaichbach)                                         | 48:52 min00    | Renate Warz (LG Mainburg-Niederaichbach)                                           | 49:20 min00                |
| 10 km Gehen, Mannschaftswertung             | LG Mainburg-NiederaichbachBrigitte Buck Renate Warz Gabi Daffner                         | 2:32:47 h00000000  | TV 1846 Groß-GerauLeni Demmel Nicole Best Ullrich                                  | 2:53:51 h0000  | LAV co op DortmundAdelheid Zschieschang Margot Jessat Franz                        | 2:54:03 h0000              |
| Hochsprung                                  | Heike Redetzky (LG Bayer Leverkusen)                                                     | 1,94 m             | Bettina Braag (LG Gevelsberg-Schwelm)                                              | 1,85 m         | Janina Schulz (LT Hannover)                                                        | 1,82 m                     |
| Weitsprung                                  | Andrea Breder (SV Saar 05 Saarbrücken)                                                   | 6,56 m             | Jasmin Feige geb. Fischer (LG Bayer Leverkusen)                                    | 6,51 m         | Andrea Hannemann (SC Eintracht Hamm)                                               | 6,42 m                     |
| Kugelstoßen                                 | Claudia Losch (LC Olympiapark München)                                                   | 19,73 m            | Vera Schmidt (LC Olympiapark München)                                              | 19,29 m        | Stephanie Storp (VfL Wolfsburg)                                                    | 18,92 m                    |
| Diskuswurf                                  | Barbara Beuge (LC Olympiapark München)                                                   | 57,40 m            | Dagmar Galler (LG Bayer Leverkusen)                                                | 54,84 m        | Vera Schmidt (LC Olympiapark München)                                              | 52,64 m                    |
| Speerwurf                                   | Ingrid Thyssen (LG Bayer Leverkusen)                                                     | 63,68 m            | Manuela Alizadeh (LAV Bayer Uerdingen/Dormagen)                                    | 63,22 m        | Beate Peters (TV Wattenscheid 01)                                                  | 61,86 m                    |
| Siebenkampf                                 | Cornelia Heinrich (LC Olympiapark München)                                               | 6030 P             | Bettina Beinhauer (USC Mainz)                                                      | 5925 P         | Sabine Everts (LAV Bayer Uerding./Dormagen)                                        | 5867 P                     |
| Siebenkampf, Mannschaftswertung             | LAV Bayer Uerdingen/DormagenSabine Everts Heidrun Wellhöfer Karin Wiesel                 | 17.024 P           | LG Bayer LeverkusenRenate Pfeil Dagmar Federwisch Anke Straschewski                | 16.455 P       | USC MainzBettina Beinhauer Andrea Arens Gudrun Sauerwein                           | 15.530 P                   |
| Crosslauf Mittelstrecke – 2,2 km            | Vera Michallek geb. Steiert (LG Frankfurt)                                               | 7:11 min00000      | Antje Winkelmann (LG Göttingen)                                                    | 7:12 min00     | Ulrike Beck (TV Konstanz)                                                          | 7:14 min00                 |
| Crosslauf Mittelstrecke, Mannschaftswertung | LG Bayer LeverkusenSabine Weiß Ines Deselaers Vera Kemper                                | Pl.-Ziff. 44       | LC Olympiapark MünchenBirgit Wiedenmann Rita Marquardt Susanne Niemeyer            | Pl.-Ziff. 48   | TV KonstanzUlrike Beck Petra Höfler Susanne Hellwig                                | Pl.-Ziff. 54               |
| Crosslauf Langstrecke – 6,0 km              | Iris Biba (DJK Freigericht)                                                              | 21:36 min00000     | Christina Mai (LAV co op Dortmund)                                                 | 21:58 min00    | Astrid Schmidt (LAV Aschaffenburg)                                                 | 22:20 min00                |
| Crosslauf Langstrecke, Mannschaftswertung   | LAV co op DortmundChristina Mai Gabriela Wolf Hudy Bernadette Hudy                       | Pl.-Ziff. 32       | SKV EglosheimElvira Hofmann Veronika Manz Inge Röhrnbacher                         | Pl.-Ziff. 39   | LAV Bayer Uerdingen/DormagenUrsula Köther Petra Sander Ide                         | Pl.-Ziff. 50               |
| Berglauf, Schwarzer-Grat-Berglauf – 6,3 km  | Christiane Fladt (TV Isny)                                                               | 46:48 min00000     | Anneliese Weber (TSV Mindelheim)                                                   | 48:16 min00    | Gudrun Pomrehn (LAC Quelle Fürth)                                                  | 48:34 min00                |

## Videolink
- 10.000-m-Lauf der Männer aus der TV-Übertragung vom 10. Juli 1987 auf YouTube, abgerufen am 13. April 2021